# Kizzuwadna

Localización de los principales lugares de la Anatolia hitita (Kizzuwadna aparece en la parte central).

Kizzuwadna o Kizzuwatna fue un antiguo reino de cultura hurrita situado en lo que hoy es el golfo de Alejandreta, en Turquía. Su historia está relacionada con el imperio hitita, y aunque al principio pudo ser una entidad política independiente (llamada Adaniya), parece que se incorporó al reino hitita en tiempos de Hattusili I (1650 a. C. - 1620 a. C..); sin embargo, la posterior debilidad de los hititas en el siglo XVI a. C. permitió a Kizzuwadna proclamarse independiente y jugar con su posición intermedia entre Mitanni y el imperio hitita para ganar una importante base de poder.
Esta situación, que el rey hitita Telepinu y sus sucesores aceptaron, se mantuvo hasta el reinado de Tudhaliya I/II (1430 a. C. - 1400 a. C.), que convirtió a Kizzuwadna en un estado vasallo mediante el tratado de Sunasura, como paso previo a sus campañas contra Mitanni. Kizzuwadna se mantuvo como vasallo hitita hasta el reinado de Suppiluliuma I (mediados del siglo XIV a. C.) que acabó con la independencia nominal de este reino.
A pesar de su situación política de subordinación, parece que Kizzuwadna ejerció una gran influencia sobre los hititas, que a través de este reino incorporaron numerosos elementos hurritas en su cultura, particularmente en su religión, hasta el punto de que bastantes reyes hititas usaron nombres hurritas (por ejemplo, Urhi-Tesub).
Económicamente, Kizzuwadna parece haber sido importante como centro de fundición y trabajado del hierro.

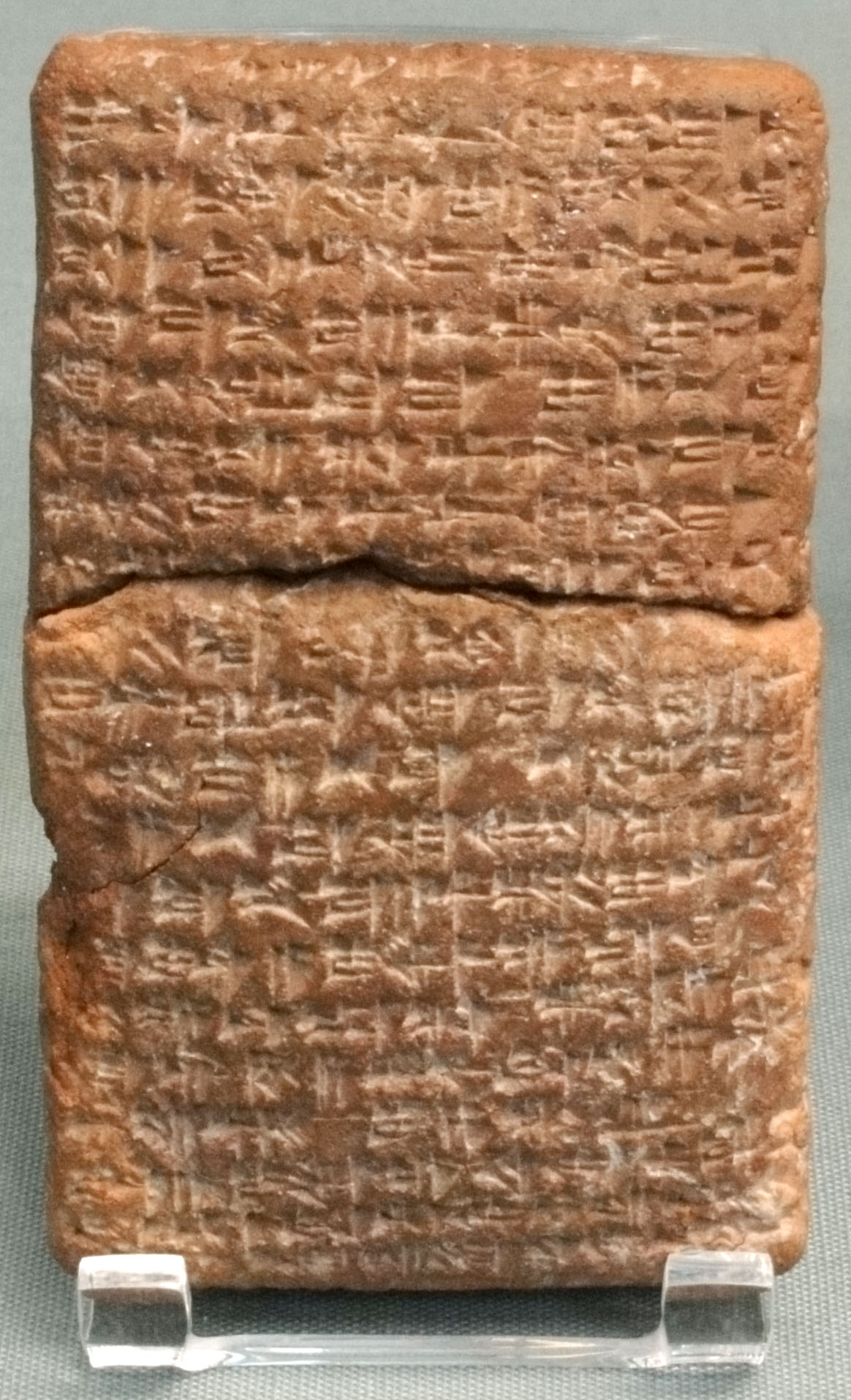
Tablilla con el tratado entre Pilliya de Kizzuwatna y Idrimi de Alalakh, c. 1460 a. C.